# Empalmadora
Una empalmadora és un instrument de petites dimensions que s'utilitza per a realitzar entroncaments, és a dir, unir dos fragments de pel·lícula per formar una sola tira contínua.
Existeixen diferents tipus d'empalmadores, segons el mètode que utilitzin per realitzar la unió.

## Empalmadora d'acetona

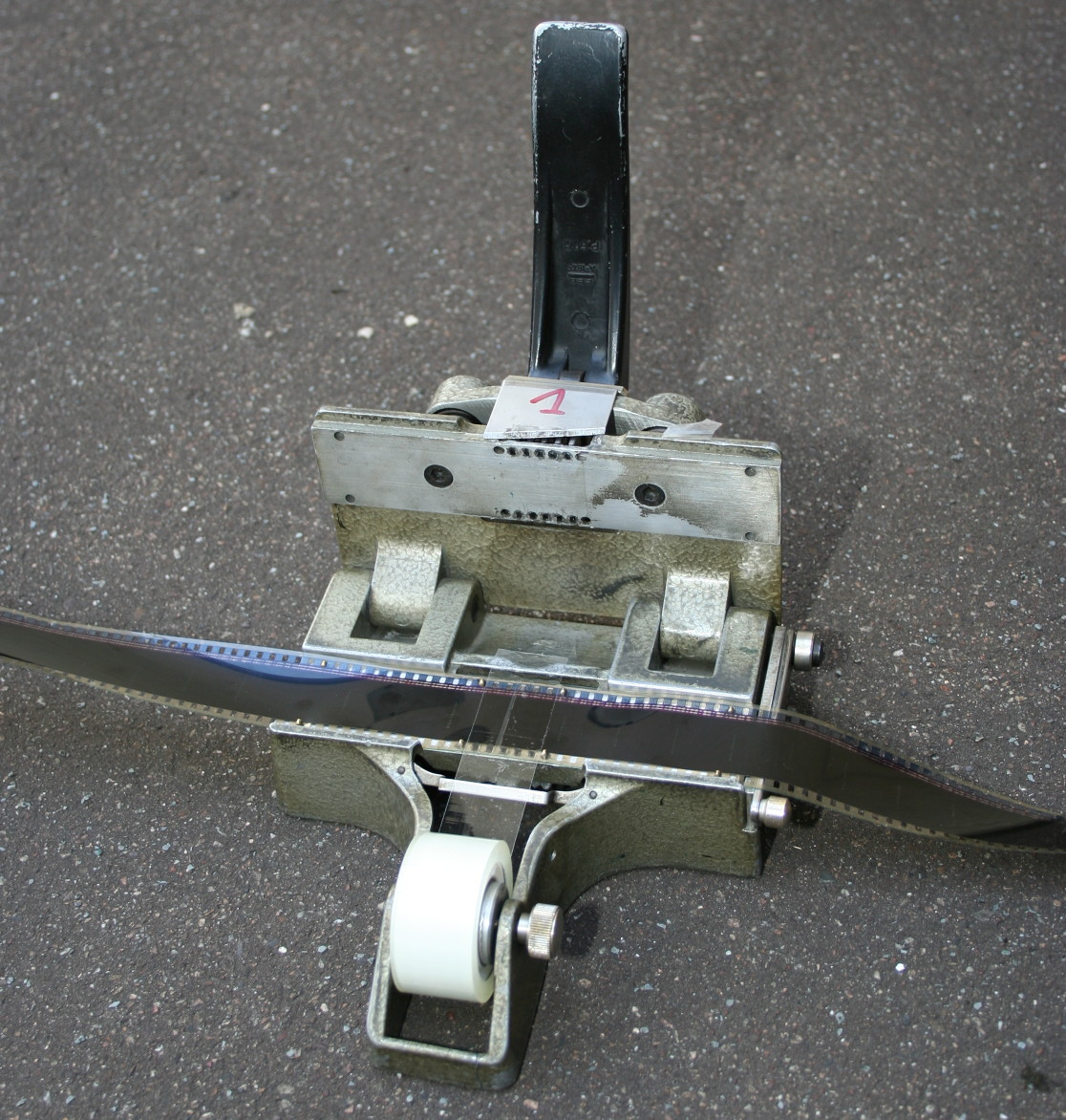
Empalmadora "Catozzo" d'acetona, per a pel·lícules de 35-mm.

Aquesta màquina aconsegueix entroncaments superposats mitjançant acetona com a adhesiu, encara que també es poden utilitzar altres dissolvents químics o cinta adhesiva. Professionalment, l'entroncament es pot obtenir a partir de dos mètodes, amb dues empalmadores diferents:
- Empalmadora d'acetona superposada. Aquesta consisteix a raspar l'emulsió de l'extrem d'un dels fragments a unir perquè l'empalmadora enganxi les dues parts del film, aconseguint-se una unió permanent gràcies a l'acetona.[4]

- Empalmadora calent. És una variació de l'anterior. En aquest cas, l'acetona s'escalfa mitjançant electricitat en la placa de la empalmadora perquè el material s'assequi amb rapidesa, amb l'objectiu d'aconseguir una unió més forta.[4]

L'empalmadora d'acetona és molt precisa ja que les vores de la cinta s'ajusten amb absoluta precisió seguint les perforacions, de manera que s'utilitza especialment per preparar els negatius o les còpies de distribució. Aquesta empalmadora també permet una possible automatització del raspador i de l'aplicador d'acetona, si bé les abraçadores que subjecten la pel·lícula poden manejar-se manualment.
La limitació principal d'aquesta empalmadora és que ha d'aplicar-se en pel·lícules de 35 mm, amb major espai entre fotogrames. En pel·lícules menors, com la de (16 mm), com no hi ha tant d'espai, generalment es perd un fotograma, a més de notar-se l'entroncament.
En conseqüència, per al material negatiu de pel·lícules amb un ample inferior, s'aconsella l'entroncament invisible amb cinta adhesiva transparent, que s'utilitzarà en el muntatge en rotllos A i B. Després de l'últim fotograma d'un pla, la tira de pel·lícula s'empalma amb cua negra que se superposa al final del pla per evitar que l'entroncament s'exposi en fer el positiu durant el revelat.

## Empalmadora de cinta adhesiva
L'origen de l'entroncament sense acetona es deu a Leo Catozzo, muntador italià dels anys cinquanta i principis dels seixanta. Catozzo era al·lèrgic a l'acetona i per això va provar a empalmar amb scotch o cinta adhesiva durant el muntatge de Les nits de Cabiria (La notti di Cabiria, 1957) de Federico Fellini. Aquest el va perforar amb un punxó per respectar les perforacions de la pel·lícula i va muntar una part sobre l'altra, evitant perdre un fotograma en cada entroncament. Més endavant, a principis dels anys 60, Catozzo va patentar l'eina i la va llançar amb la seva empresa CIR (Catozzo Incolatrici Rapide).
Pel que fa a la màquina, aquesta aconsegueix la unió dels dos fragments de pel·lícula mitjançant un tros de cinta adhesiva transparent, sense superposar-se. D'aquesta manera, el tipus d'entroncament que resulta, encara que és més senzill de realitzar, és, a priori, menys fiable i de menor subjecció; a més, pot causar un efecte borrós en la imatge, provocat per la grossor de la cinta i per l'adhesiu. És per aquest motiu que el mètode de l'acetona és el més utilitzat en les produccions cinematogràfiques professionals.
La cinta adhesiva utilitzada habitualment per als entroncaments és de PET, la qual es col·loca, sense solapar, en tots dos extrems de les parts a unir. El material adhesiu pot tenir perforacions, o bé ser perforada per la mateixa màquina (anomenada "empalmadora de guillotina").

## Empalmadora ultrasònica
Els "nous suports", fabricats a partir de polièster, no permeten la unió mitjançant acetona, motiu pel qual s'utilitzen les empalmadores d'ultrasons per unir dos fragments de pel·lícula.